# Brasil Open 2018 - Qualificazioni singolare
Le qualificazioni del singolare del Brasil Open 2018 sono state un torneo di tennis preliminare per accedere alla fase finale della manifestazione. I vincitori dell'ultimo turno sono entrati di diritto nel tabellone principale. In caso di ritiro di uno o più giocatori aventi diritto a questi sono subentrati i lucky loser, ossia i giocatori che hanno perso nell'ultimo turno ma che avevano una classifica più alta rispetto agli altri partecipanti che avevano comunque perso nel turno finale.

## Teste di serie
1. Sebastian Ofner (qualificato)
2. Tommy Robredo (primo turno)
3. Renzo Olivo (qualificato)
4. João Domingues (qualificato)

1. Guilherme Clezar (qualificato)
2. João Souza (primo turno, ritirato)
3. Daniel Muñoz de la Nava (primo turno, ritirato)
4. Roberto Quiroz (ultimo turno)

## Qualificati
1. Sebastian Ofner
2. Guilherme Clezar

1. Renzo Olivo
2. João Domingues

## Tabellone

### Legenda
| - Q = Qualificato - WC = Wild card - LL = Lucky loser | - ALT = Alternate - SE = Special Exempt - PR = Protected Ranking | - w/o = Walkover - r = Ritirato - d = Squalificato |

### Sezione 1
|  | Primo turno | Primo turno             | Primo turno     | Primo turno | Primo turno |  |  | Ultimo turno | Ultimo turno    | Ultimo turno | Ultimo turno | Ultimo turno |  |
|  |             |                         |                 |             |             |  |  |              |                 |              |              |              |  |
|  | 1           | Sebastian Ofner         | Sebastian Ofner | 6           | 6           |  |  |              |                 |              |              |              |  |
|  | WC          | Rafael Matos            | Rafael Matos    | 3           | 4           |  |  | 1            | Sebastian Ofner | 4            | 6            | 6            |  |
|  |             | Pedro Cachín            | 7               | 4           |             |  |  |              | Pedro Cachín    | 6            | 2            | 4            |  |
|  | 7           | Daniel Muñoz de la Nava | 63              | 1           | r           |  |  |              |                 |              |              |              |  |

### Sezione 2
|  | Primo turno | Primo turno       | Primo turno       | Primo turno | Primo turno |  |  | Ultimo turno | Ultimo turno     | Ultimo turno     | Ultimo turno | Ultimo turno |  |
|  |             |                   |                   |             |             |  |  |              |                  |                  |              |              |  |
|  | 2           | Tommy Robredo     | Tommy Robredo     | 65          | 4           |  |  |              |                  |                  |              |              |  |
|  |             | Pedro Sakamoto    | Pedro Sakamoto    | 7           | 6           |  |  |              | Pedro Sakamoto   | Pedro Sakamoto   | 2            | 1            |  |
|  | WC          | Fernando Yamacita | Fernando Yamacita | 1           | 64          |  |  | 5            | Guilherme Clezar | Guilherme Clezar | 6            | 6            |  |
|  | 5           | Guilherme Clezar  | Guilherme Clezar  | 6           | 7           |  |  |              |                  |                  |              |              |  |

### Sezione 3
|  | Primo turno | Primo turno           | Primo turno | Primo turno | Primo turno |  |  | Ultimo turno | Ultimo turno   | Ultimo turno   | Ultimo turno | Ultimo turno |  |
|  |             |                       |             |             |             |  |  |              |                |                |              |              |  |
|  | 3           | Renzo Olivo           | Renzo Olivo | 6           | 6           |  |  |              |                |                |              |              |  |
|  |             | Ivan Gakhov           | Ivan Gakhov | 4           | 3           |  |  | 3            | Renzo Olivo    | Renzo Olivo    | 6            | 7            |  |
|  |             | Daniel Dutra da Silva | 6           | 2           | 3           |  |  | 8            | Roberto Quiroz | Roberto Quiroz | 0            | 65           |  |
|  | 8           | Roberto Quiroz        | 4           | 6           | 6           |  |  |              |                |                |              |              |  |

### Sezione 4
|  | Primo turno | Primo turno              | Primo turno              | Primo turno | Primo turno |  |  | Ultimo turno | Ultimo turno   | Ultimo turno   | Ultimo turno | Ultimo turno |  |
|  |             |                          |                          |             |             |  |  |              |                |                |              |              |  |
|  | 4           | João Domingues           | João Domingues           | 6           | 6           |  |  |              |                |                |              |              |  |
|  |             | José Hernández-Fernández | José Hernández-Fernández | 2           | 4           |  |  | 4            | João Domingues | João Domingues | 6            | 6            |  |
|  |             | Ivan Nedelko             | 7                        | 2           |             |  |  |              | Ivan Nedelko   | Ivan Nedelko   | 2            | 1            |  |
|  | 6           | João Souza               | 65                       | 1           | r           |  |  |              |                |                |              |              |  |